# Coenonympha arcania
Coenonympha arcania là một loài bướm thuộc họ Nymphalidae. Nó có thể được tìm thấy ở Trung Âu. Nó tương tự như Coenonympha hero.
Con trưởng thành bay từ tháng 5 đến tháng 8 làm 1 đợt. Ấu trùng ăn nhiều loại cỏ.

## Hình ảnh

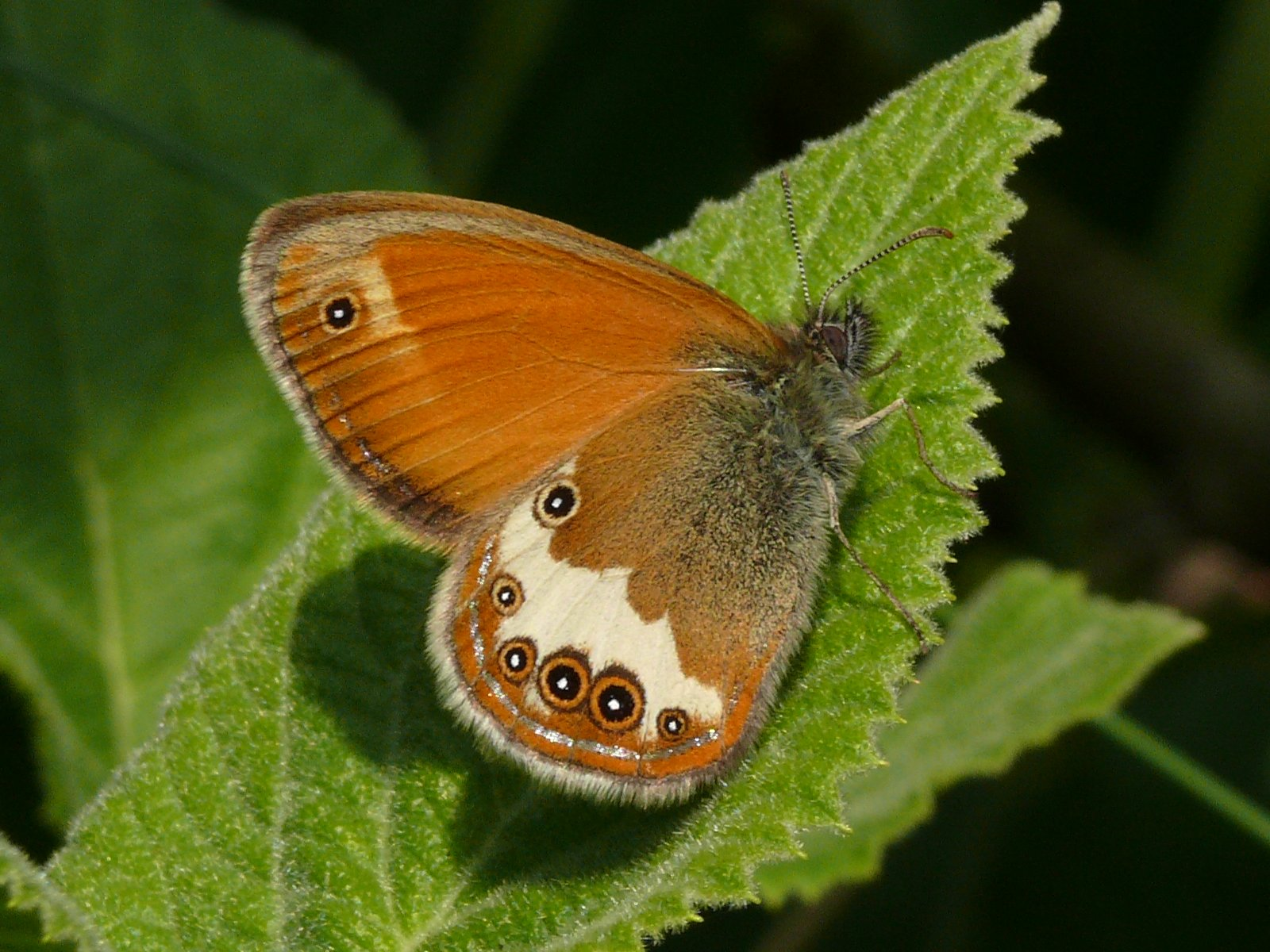
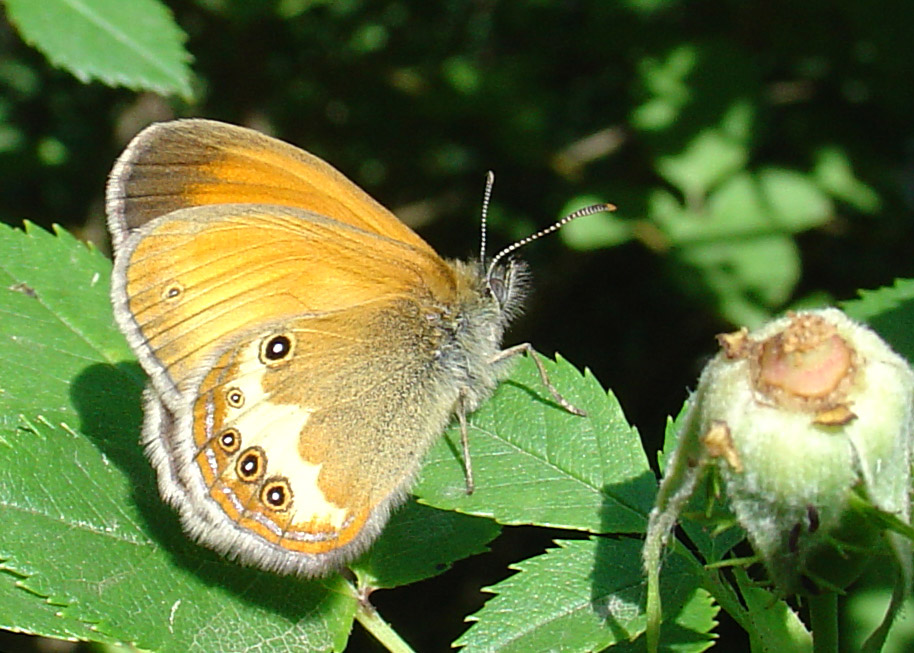
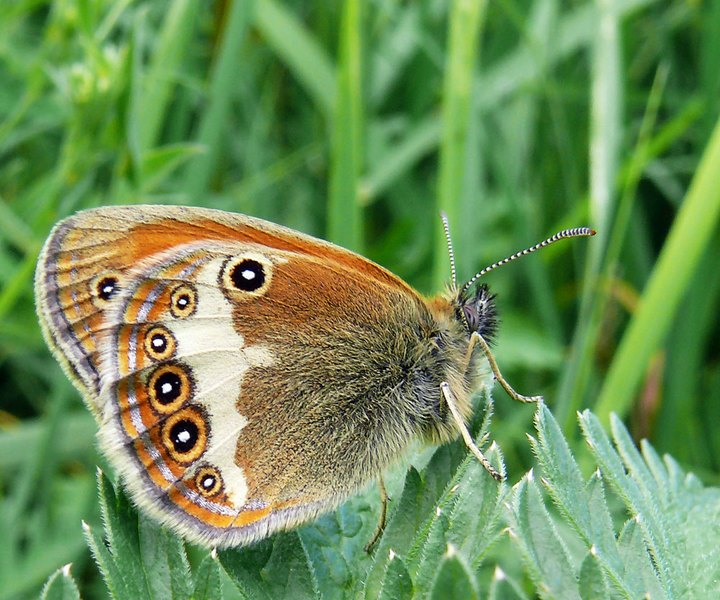
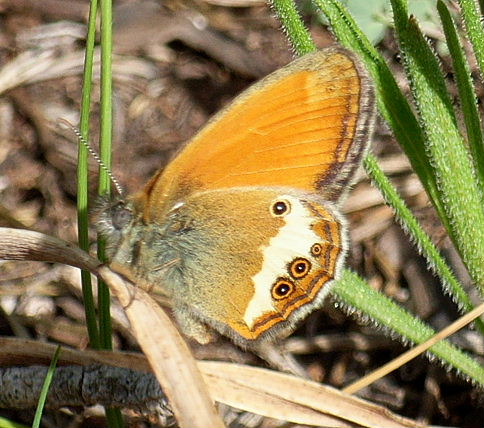
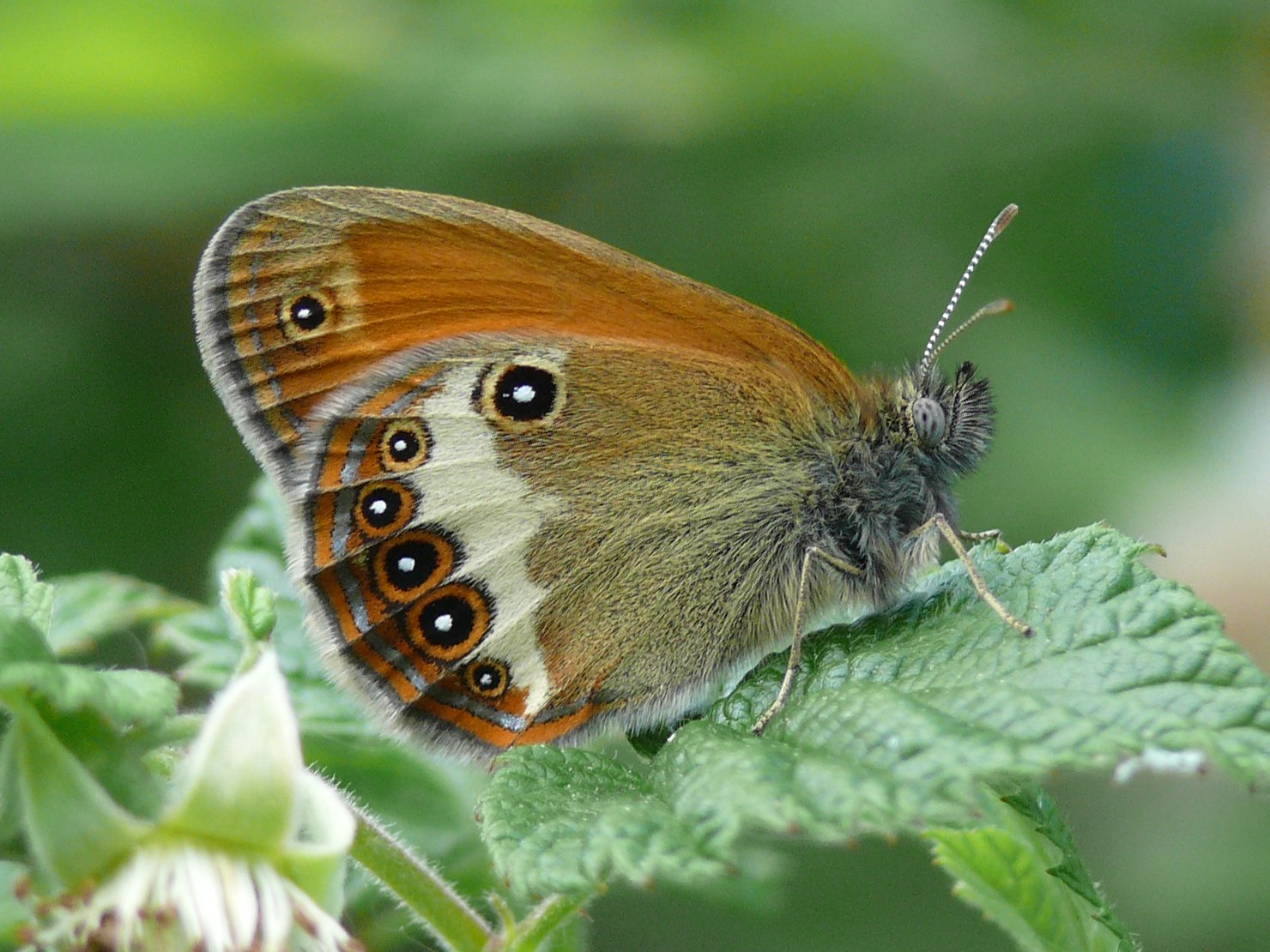
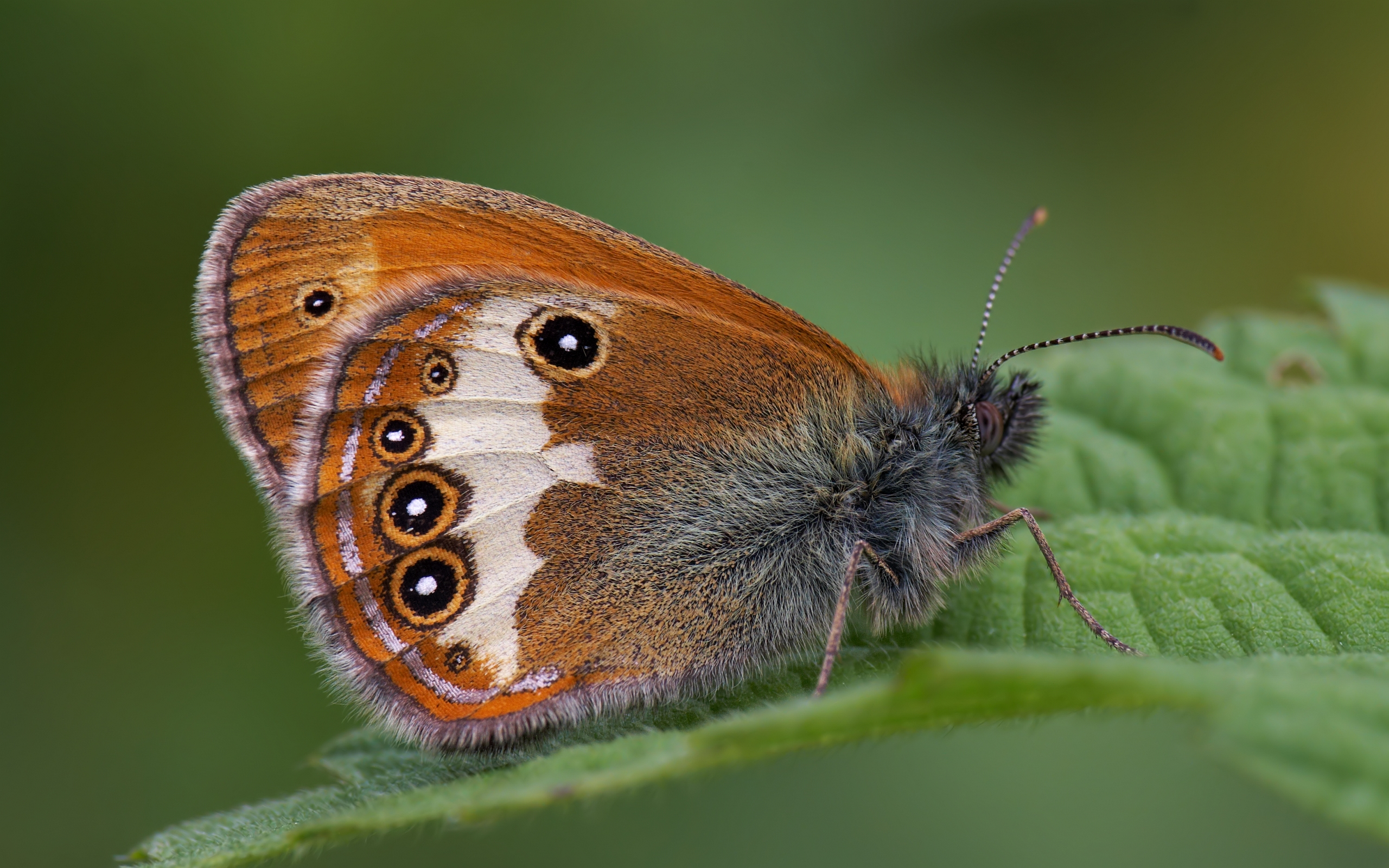

## Sự miêu tả

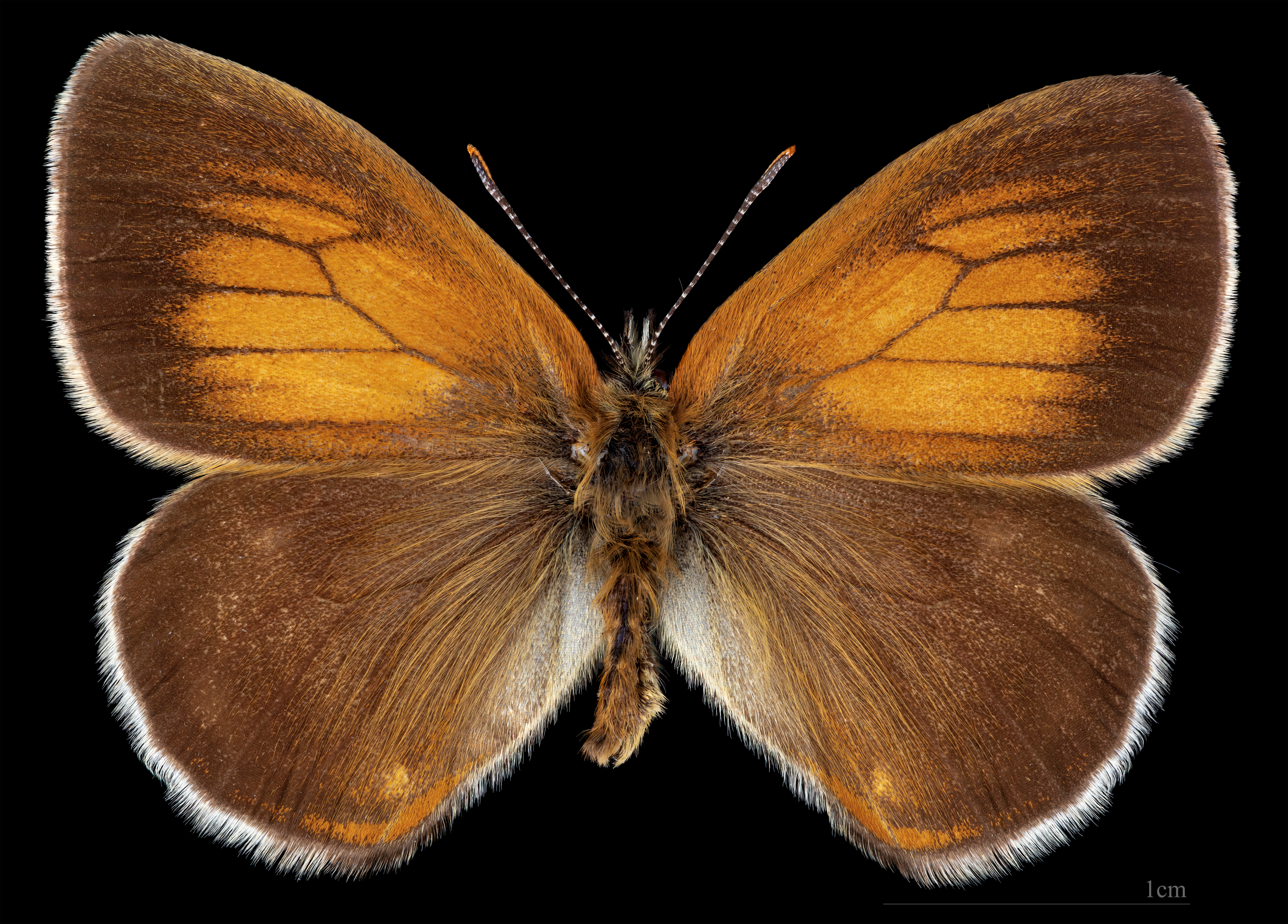
Coenonympha arcania ♂
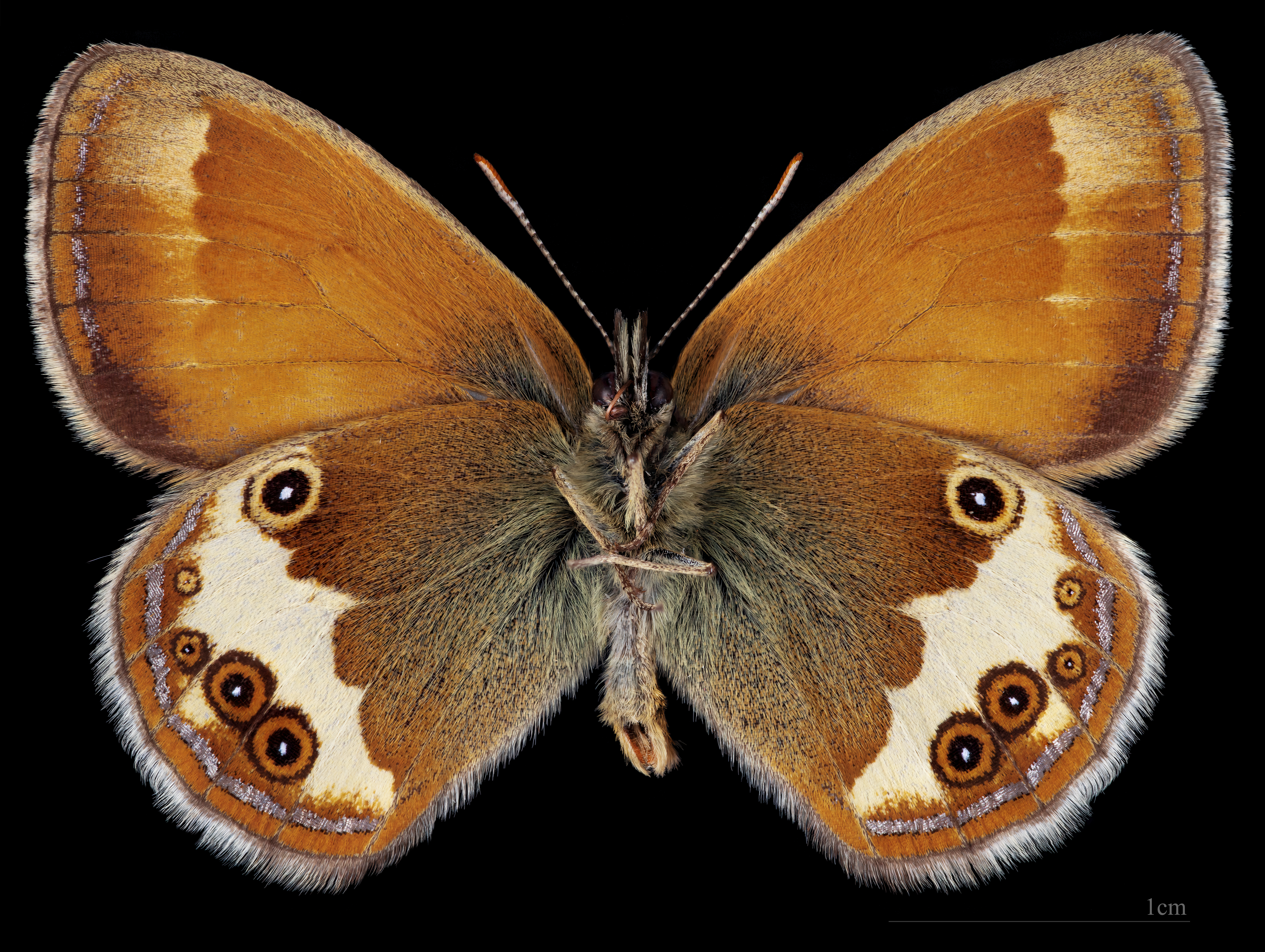
Coenonympha arcania ♂  △
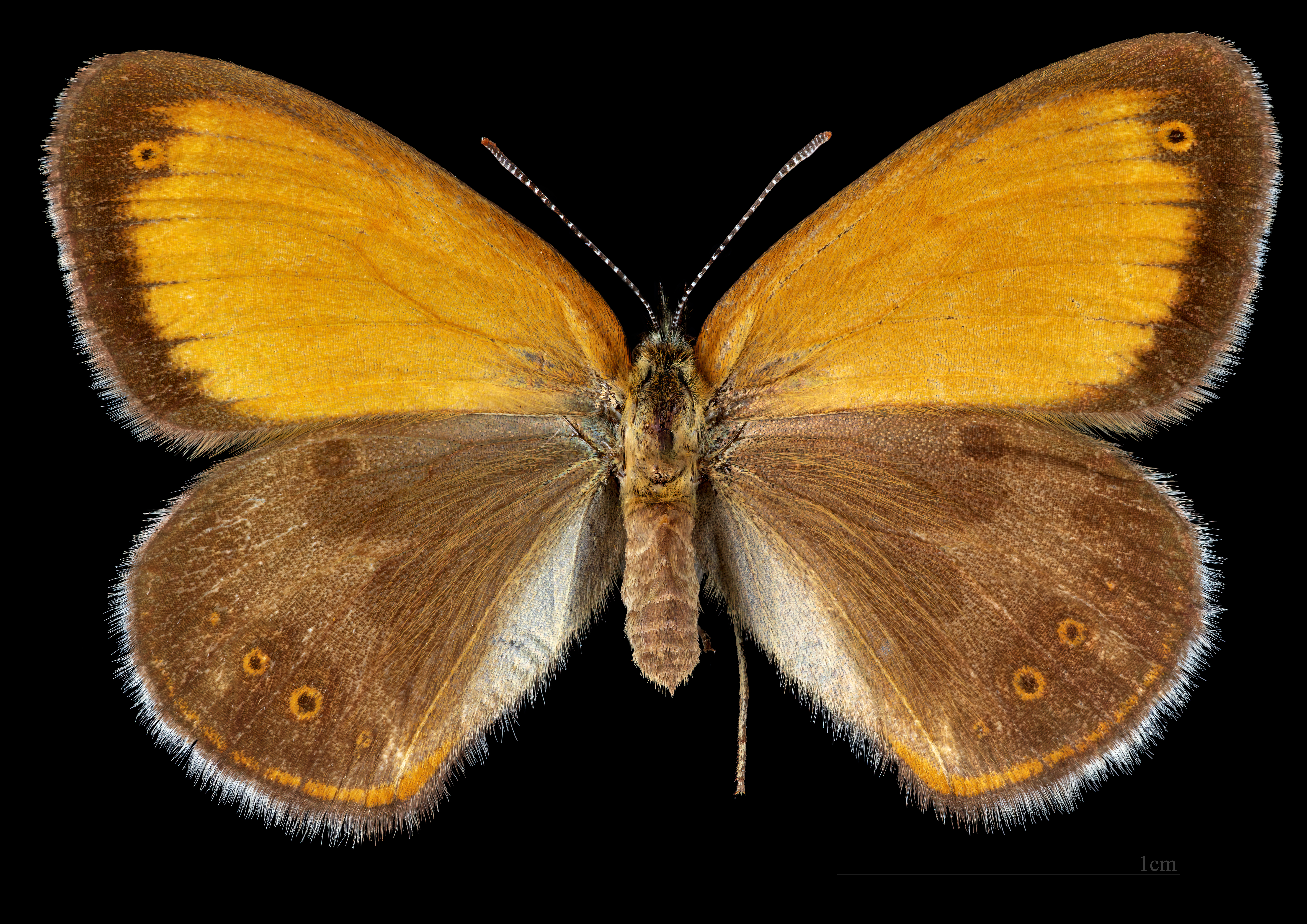
Coenonympha arcania ♀
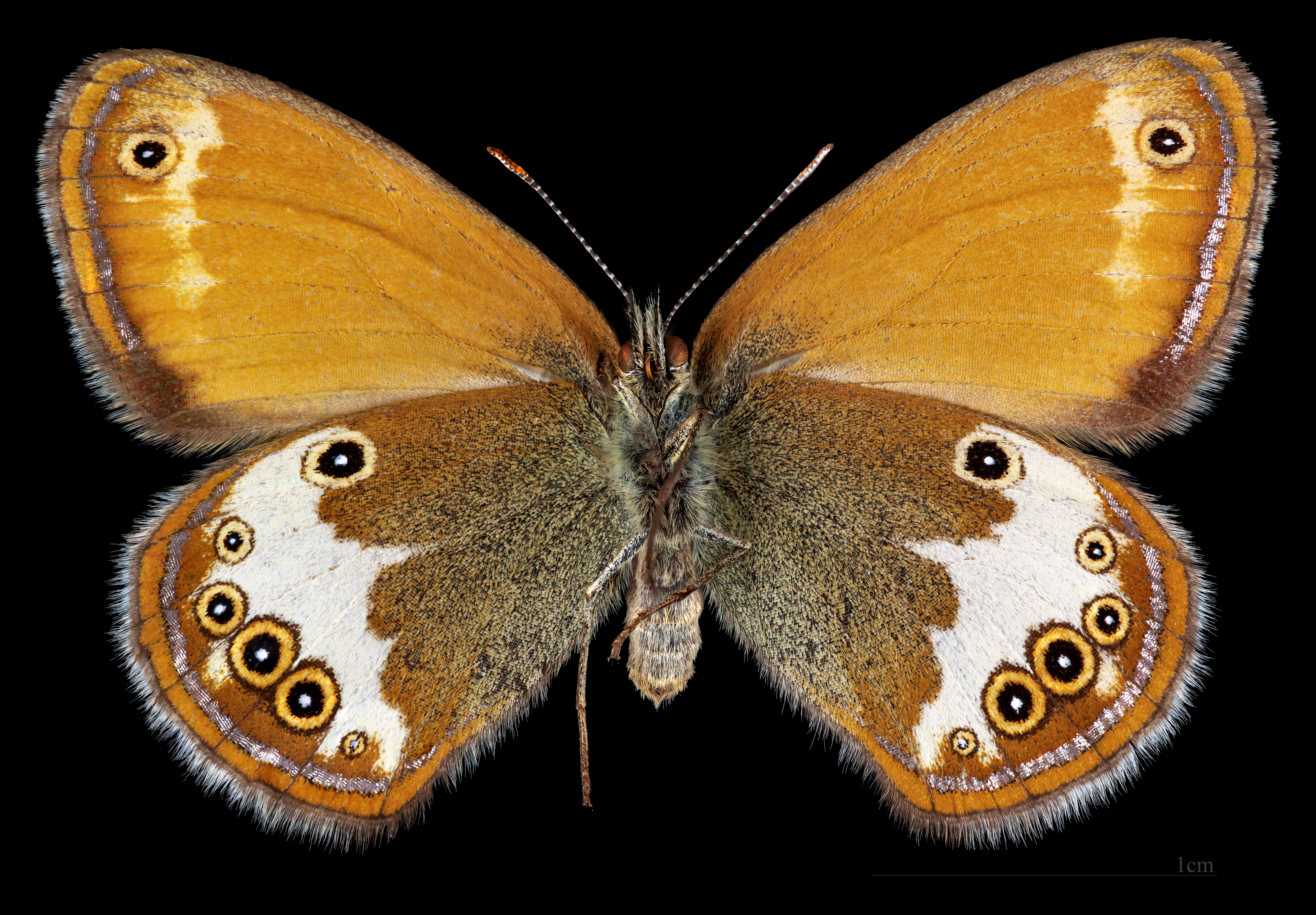
Coenonympha arcania ♀  △